# Abu Righal
Abu-Righal —àrab: أبو رغال, Abū Riḡāl— és un personatge llegendari àrab d'època pre-islàmica identificat bé amb un membre de la tribu dels Thamud que hauria sobreviscut al càstig diví que va eliminar tota aquesta tribu, bé a un home dels Thaqif que va guiar l'expedició d'Abraha contra la Meca però que hauria mort abans que aquesta no arribés al seu destí.

## Abu-Righal, de la tribu de Thamud
La tribu de Thamud fou eliminada quan es negà a obeir el profeta Sàlih, quan aquest els manà pregar Déu. Segons la primera de les tradicions, tot i que Abu-Righal s'hauria salvat perquè quan va passar el desastre que eliminà la seva tribu era a la Meca, en sortir-ne una pedra li hauria caigut al cap des del cel i l'hauria mort.

## Abu-Righal, de la tribu de Thaqif
Una altra tradició islàmica l'identifica amb la persona que va guiar Abraha, governador aksumita del sud d'Aràbia, en la seva expedició contra la Meca. L'expedició, que hauria tingut lloc l'any conegut com l'Any de l'Elefant, que també seria l'any del naixement del profeta Muhàmmad, fou un fracàs. En aquest context, Abu-Righal hauria mort abans que l'exèrcit d'Abraha arribés a la Meca, en un lloc entre aquesta ciutat i Taïf, conegut com al-Mughammas.

## Abu-Righal, recaptador d'impostos
Segons una tercera versió, que uneix elements de les dues anteriors, Abu-Righal hauria estat assassinat per ser un injust recaptador d'impostos injust, en el mateix lloc d'al-Mughammas.

## Tomba d'Abu-Righal
Abu-Righal hauria estat enterrat allà on fou mort, a al-Mughammas, i hauria esdevingut costum apedregar la seva tomba.